# کاترین باراتی الباز
کاترین باراتی الباز، ( زاده ۱۴ ژوئیه ۱۹۶۹ ) در مارسی در بوش-دو-رون متولد شد. او یک دبیر، پژوهشگر و دیپلمات فرانسوی، عضو حزب سوسیالیست (پی اس) می باشد. الباز در سال ۲۰۰۸ تحت عنوان شهرداری منصوب شد و بعد از انتخابات شهرداری در سال ۲۰۱۴، شهردار منطقه ۱۲ پاریس شد. الباز این پست را تا سال ۲۰۲۰ نگه می دارد. و بعدها رئیس گروه سوسیالیست های منتخب شهری، رادیکال ها و بستگان متروپل دو گراند پاریس از سال ۲۰۱۶ تا ۲۰۱۸ و از سال ۲۰۱۷ رئیس انجمن اتولیب' و ولیب' کلان شهر می باشد.

## زندگی نامه

### مطالعات و زندگی حرفه ای
الباز کل تحصیلاتش را در مارسی پشت سر گذاشت. وی از کلاس دوم تا کلاس دوازدهم در لیسه تیرز تحصیل نمود. بعد از کلاس های مقدماتی علمی در همین نهاد گذراند و بعد از آن در لیسه سن لوئیس رفت، الباز در سپتامبر ۱۹۹۰ به مدرسه عالی عادی کاچان (یی ان اس کاچان)  اضافه شد و در سال ۱۹۹۴ مجموعه مهندسی بیولوژیکی بیوشیمی را کسب نمود.
الباز دکترای زیست شناسی اش را در واحد اینسرم  در بیمارستان دانشگاه کرملین-بیکتر دنبال می کند و از پایان نامه خودش در سال ۲۰۰۰ در باره اندرون سازی و استحصال دریافت کنندههورمون محرک تیروئید (تی اس اچ) دفاع می کند  . در این طرح، الباز ۲مقاله علمی در غدد درون ریز  ,  تدوین نمود.
الباز که در سال ۲۰۰۲ تحت عنوان دبیر دارای شرایط لازم بود، در دانشگاه پاریس-سود ۱۱ و یی ان اس کاچان مشغول تعلیم دادن است، مکانی که پژوهش های او بر روی پویایی اکتین متمرکز می باشد . الباز یک دوره بیوشیمی را در سال نخست پزشکی تعلیم می دهد و کتابی در این زمینه با دانود انتشار می دهد .
در سال ۲۰۲۰، با انتها رساندن مأموریتش تحت عنوان شهردار و شورای شهر پاریس، با یکپارچه نمودن بازرسی کل آموزش، ورزش و پژوهش ها به آغوش تعلیم ملی اضافه شد.

## سوابق سیاسی
تضمین دادن سیاسی الباز در سال ۱۹۹۶ با حزب سوسیالیست شروع شد و در سال ۲۰۰۸ تحت عنوان نماینده پیشنهاد ای برتران دلانوئه در کنگره حزب سوسیالیست ریمز سرمایه گذاری گردید. بعد از کنگره پواتیه ، الباز به شورای ملی حزب سوسیالیست ورود نمود .

### تضمین دادن به شهرداری
الباز که در تداول انتخابات شهرداری سال ۲۰۰۱ انفعال بود، برای ۱۲ عضو شورای شهر منتخب گردید. منطقه ۱۲ پاریس در تداول انتخابات شهرداری سال ۲۰۰۸ و رئیس اعضای سوسیالیست های منصوب شده، رادیکال ها و بستگان شورای ناحیه شد. الباز همچنین دستیار شهردار میشل بلومنتال مسئول راه ها و سفر شد : در این زمینه، به اختصاص گسترش تراموای مارشال را آزمایش نمود .

## توصیه ها و موارد
در ژوئن ۲۰۱۶، با کریستف ژیرارد ، شهردار ناحیه۴ ، پاریس، مبحثی را به سود پیاده‌روی ساحل قسمت راست برژ دو سن می گیرد، که در آن به اختصاص یک « مشکل بسزای بهداشت عمومی  « چاره ای برای « رفع نیازهای تحرک در ناحیه شهری پاریس بزرگ »  شد.
در اکتبر ۲۰۱۶، باراتی-الباز با نزدیک ۲۰ شهردار کلانشهر پاریس بزرگ، همانند شهردار پاریس آن ایدالگو ، مجلسی را امضا نمود که در آن گروه شورای شهر « بخواهند که همه چیز را برای استظهار از پذیرایی برومندانه از پناهندگان در ناحیه و کوی خود انجام دهند »  .